# 萬屋不死身之介
萬屋 不死身之介（よろずや ふじみのすけ）は日本の漫画家。東京都在住。

## 略歴
- 「あっくんとおばあちゃん」で2006年5月期まんがカレッジ佳作を受賞。
- 2006年、「超お友達ロボオサム君」で第58回小学館新人コミック大賞児童部門佳作を受賞[2]。

## 人物
- 映画鑑賞が趣味であり、新作が公開されるたび映画館や定額制動画配信サービスで観た感想を自身のTwitterで時折つぶやいている。
- 好きなお笑い芸人はバカリズム[3]。

## 作品リスト

### 連載
- ワルクエ（『別冊コロコロコミック』2007年4月号 - 2008年6月号） - 『ヤッターマン外伝 ボケボケボヤッキー』の単行本各巻巻末に収録。
- ヤッターマン外伝 ボケボケボヤッキー（『月刊コロコロコミック』2008年2月号 - 2010年1月号、『別冊コロコロコミック』2008年6月号 - 2010年2月号、全4巻）
- 小学ににゃんせい（『週刊少年サンデーS』2009年4月号[4] - 2013年3月号、全1巻） - 単行本は傑作選として1巻のみ刊行。
- キャラクタイムズ（『週刊少年サンデー』2013年6号[5] - 2015年34号、『週刊少年サンデーS』2014年6月号 - 2015年8月号、全8巻）
- キャラクタイムズ ゴールデン（『週刊少年サンデー』2015年35号 - 2016年30号、『週刊少年サンデーS』2015年10月号 - 2016年7月号、全3巻）
- ウザオ（『別冊コロコロコミック』2014年10月号 - 2016年6月号、全1巻）
- 電波人間のMNG!!（『コロコロイチバン!』2015年8月号 - 2017年11月号、全2巻）
- スナックワールド（『月刊コロコロコミック』[6]2017年1月号 - 2018年8月号、『別冊コロコロコミック』2017年8月号 - 2018年4月号、『コロコロイチバン!』2018年1月号 - 5月号、全3巻）
- 上京コアラ（『サンデーうぇぶり』2018年8月6日[7] - 2019年、全3巻） - 毎週月曜日連載。
- まんがで!にゃんこ大戦争（『月刊コロコロコミック』2018年12月号[8] - 連載中、既刊16巻）※2025年5月現在。
  - まんがで！にゃんこ大戦争 もういっちょ！（『週刊コロコロコミック』2022年3月15日[9] - 連載中）

### 読み切り・短期連載
- あっくんとおばあちゃん（『少年サンデー超』2006年9月25日増刊号）
- 超お友達ロボオサム君 - 『ヤッターマン外伝 ボケボケボヤッキー』単行本第4巻収録。
- もぎたてチンクルのばら色ルッピーランド（『月刊コロコロコミック』2007年1月号、別冊付録読切）
- バック・トゥ・ザ・三国志（『少年サンデー超』2007年1月25日増刊号）
- グレグレ〜 うしろのグレッグル（『月刊コロコロコミック』2007年7月号、別冊付録読切）
- トキメキ my Angel（『少年サンデー超』2007年7月25日増刊号）
- 未完成ロイド マリン（『週刊少年サンデー』2007年33号）
- ようこそ!アニマルの森（『月刊コロコロコミック』2007年9月号）
- 世紀末迷子伝説ドロシー（『少年サンデー超』2007年9月25日増刊号）
- アグリのマジカル日記（『週刊少年サンデー』2008年39号）
- 怪物くん GAG外伝（『コロコロG』2010年夏号、原作：藤子不二雄Ⓐ）
- 劇場版メタルファイト ベイブレードVS太陽&劇場版デュエル・マスターズXXと関係があるようで実はあまりないギャグ外伝（『別冊コロコロコミック』2010年10月号）
- 劇場版イナズマイレブン 最強軍団オーガ襲来とベイブレードとデュエル・マスターズと関係ありそうで実はあまりない少し関係があるギャグ外伝（『別冊コロコロコミック』2010年12月号・2011年2月号）
- ヤンキーサンタ（『コロコロG』2010年冬号）
- ベイブレード まーきゅりーあぬびうす ぶれいぶばーじょんギャグ外伝（『別冊コロコロコミック』2011年4月号）
- 宇宙刑事ベイダー（『月刊コロコロコミック』2011年4月号）
- 修学旅行オブ・ザ・デッド（『コロコロG』2011年夏号[10]）
- 最低の迷医[注釈 1]（『コロコロG』2011年冬号[11]）
- 映画見ようぜ!!イナズマGO ギャグ外伝（『月刊コロコロコミック』2012年1月号）
- 映画記念コラボまんが イナ×ダン萬屋GAG劇場（『月刊コロコロコミック』2012年11月号 - 2013年1月号）
- あべんじゃ〜ず（『月刊コロコロコミック』2014年5月号）
- 持ち込み・オブ・ザ・デッド（『コロコロアニキ』第1号、2014年）
- 親友 オブ ザ デッド（『コロコロアニキ』第2号、2015年）
- 中身が“ネコ”な女の子（『ねこだのみ』1号、2015年[12]）
- エレメンタルズ〜働かない若者たち〜（『コロコロアニキ』第3号、2015年）
- 高橋名人の思い出を描いた漫画（『コロコロアニキ』第5号[13]、2016年）
- コロコロ時代（『コロコロアニキ』2018年夏号）
- まんがで!にゃんこ大戦争（パイロット版）（『月刊コロコロコミック』2018年8月号 - 11月号）

### その他
- 青山剛昌『名探偵コナン』連載20周年記念お祝いメッセージ（「コナン展」、2014年[14]） - 寄稿[14]
- あだち充夏祭り 2017（『週刊少年サンデー』2017年35号[15]） - トリビュート企画参加[15]

## イベント
- Tシャツ・ラブ・サミット vol.27 “デライト”（2016年4月30日[16]、科学技術館開催[16]） - 似顔絵ブースに参加[16]